# Брозины
Брозины — дворянский род.
Иван, Андрей, Вилим и Егор Брозины имели чины: первый Надворного Советника, второй Секунд-Майора, а последние поручика, и находясь в сих чинах, 16.05.1790 пожалованы дворянством. Поручик Павел Иванович Брозин был военным агентом в Касселе, затем — в Мадриде. Впоследствии Павел Брозин стал мужем Марии Нарышкиной, дослужившись до генерал-майора, флигель-адъютанта императора.

## Описание герба
В красном поле щита изображены крестообразно Шпага, Ружьё и на них разогнутая Книга. Щит
увенчан обыкновенным дворянским шлемом.
Щит увенчан дворянскими шлемом. Нашлемник: три страусовых пера. Намёт на щите красный, подложенный серебром. Герб Брозина внесён в Часть 1 Общего гербовника дворянских родов Всероссийской империи, стр. 123.